# Counter-Strike: Condition Zero
Counter-Strike: Condition Zero (w skrócie CS:CZ lub CZero) – jednoosobowa wersja gry wieloosobowej Counter-Strike. Została wydana w 2004 roku i używa silnika GoldSrc z gry Half-Life. CS:CZ posiada również wersję gry wieloosobowej, która różni się od poprzedniczki (Counter-Strike 1.6) nowymi teksturami, nieznacznie zmienionymi mapami oraz elementami wizualnymi.

## Tryby rozgrywki
Counter-Strike: Condition Zero zawiera kilka trybów rozgrywki: 3 rodzaje gry dla pojedynczego gracza oraz tryb wieloosobowy.

### Gra sieciowa
Rozgrywka sieciowa nie została zmieniona w stosunku do oryginalnej gry Counter Strike 1.6. Nowe tekstury oraz poprawione modele sprawiają, iż gra wygląda ładniej niż pierwowzór.

### Gra z botami
Ten tryb rozgrywki imituje grę na serwerach z żywymi graczami, których zastępują tzw. boty – przeciwnicy sterowani przez komputer. Dzięki takiemu rozwiązaniu niedoświadczony gracz, zanim rozpocznie rozgrywki w Internecie, może opanować podstawowe założenia rozgrywek sieciowych. Komputerowi przeciwnicy grają dość schematycznie i są przewidywalni. Granie z botami lokalnie nie wymaga połączenia internetowego. W tym trybie rozgrywki wymagany jest szybszy komputer oraz większa ilość pamięci operacyjnej.

### Gra z botami oraz z dodatkowymi zadaniami
W tym trybie rozgrywki gracz steruje jedynie jednym z antyterrorystów (nie jest możliwa gra terrorystami). Rozgrywka toczy się na mapach używanych do gry sieciowej i przy udziale botów, lecz by gracz uzyskał dostęp do nowych zestawów map (mapy są w tym trybie grupowane po trzy) musi zaliczyć odpowiednie zadania na poprzednim zestawie map. Są cztery poziomy trudności.

### Deleted Scenes
Dodatek Deleted Scenes rozprowadzany jest wraz z bazową wersją Condition Zero. Uzupełnia grę o tryb kampanii. Poszczególne zadania połączone są fabułą. Gracz wciela się w lidera grupy antyterrorystycznej rzucanego (jak w rzeczywistości) na różne tereny działań. Zadania taktyczne są mocno zróżnicowane i poziom ich trudności momentami jest bardzo wysoki. Cały dodatek może dostarczyć około 30 godzin gry dla średnio wprawionego gracza (10h Deleted Scenes + 5h x 4 poziomy trudności). W tym trybie dodano także specjalne przedmioty których Condition Zero nie posiada (światłowód, radio, lusterko taktyczne).